# 賓戈 (緬因州)
賓戈（英語：Bingo）是位於美國緬因州華盛頓縣的一個非建制地區。

## 地理
賓戈所處的海拔為高於海平面104米（即341英呎），而該地所採用的時區為UTC-5，即北美东部時區（EST）。同時該地設有夏令時間，為UTC-5調快一小時，即UTC-4（EDT）。